# Slatkovodna hidra
Slatkovodna hidra (lat. Hydra vulgaris) je jednostavna životinja iz tipa žarnjaka. Ona je radijalno simetrični predator.

## Morfologija
Na hidri se razlikuju:
- epidermis
- endodermis
- tanak sloj mezogleje (u kojoj nema ćelija)

Njena veličina je oko 1 cm, a pipci mogu biti dužine i nekoliko centimetara. Ona živi pričvršćena za stabljike vodenih biljaka, grančice, i listiće, u čistim rekama i barama. Oko usnog otvora se nalaze pipci čiji broj varira od 6 do 12. To je njena oralna strana. Na suprotnom kraju je aboralna strana kojom je pričvršćena za podlogu. Hidra je cilindričnog oblika sa radijalnom simetrijom. 
U epidermisu se nalaze i specijalizovane epitelo-mišićne, žarne, nervne i embrionalne ćelije.
- Epitelomišićne se nalaze u endodermisu i pomoću njih se vrše pokreti tela i pipaka.
- Žarne ćelije se nalaze oko usnog otvora i na  pipcima i u njima se sintetiše otrovna supstanca koja se preko jednog končića ubacuje u žrtvu i parališe je.
- Nervne ćelije su oblika zvezde i sa nastavcima kojima su povezane i formiraju najprostiji difuzni ili mrežasti nervni sistem.
- Embrionalne ćelije imaju sposobnost deobe i na njihov račun nastaju sve ostale ćelije uz proces diferencijacije.

U endodermisu se pored epitelomišićnih nalaze i žlezdane ćelije koje luče enzime u gastrovaskularnu duplju koja preko usta komunicira sa spoljašnjom sredinom. Žlezdane ćelije imaju po 2 treplje čijim pokretima se pokreće voda u kojoj su hranljive čestice, a enzimi izlučeni u gastrovaskularnu duplju razgrađuju tu hranu i sitne čestice. Hranljiva čestica dospeva u vakuolu gde se završava razgradnja. Nesvareni delovi se preko usta izbacuju napolje.
Kod slatkovodne hidre postoji samo polipoidna generacija ili polip (bespolna). Međutim, hidra pred zimu prelazi na polni način razmnožavanja, a tokom leta se razmnožava pupljenjem. Na telu se formira pupoljak koji vremenom dobija oblik roditelja,zatim se odvaja od njih i nastavlja samostalno da živi,a to znači da ne stvara kolonije. Slatkovodna hidra je hermafrodit, ali je oplođenje isključivo između dve jedinke. Iz prve polne ćelije prelaze u drugu, spajanjem nastaje zigot obavijen čvrstim omotačem koji ga štiti od izmrzavanja. Hidra se tokom zime smrzne i ugine. U proleće se razvija nova hidra koja se tokom leta razmnožava pupljenjem.

## Literatura
1. ↑  Schuchert, P. (2011).  Schuchert P, ур. „Hydra vulgaris Pallas, 1766”. World Hydrozoa database. World Register of Marine Species. Приступљено 2011-12-18.
2. ↑  Hydra vulgaris, NCBI.